# Grebenzen
Die Grebenzen ist ein 1892 m ü. A. hoher, verkarsteter Plateauberg in den Gurktaler Alpen an der Grenze zwischen der Steiermark und Kärnten in Österreich.

## Name
Der Name Grebenzen (zirka 1400 die alwen Grabenzen, 1468 Grebenczalm, 1494 Krawenzen), ist slawischen Ursprungs und wird von *kravьnica „Kuhalm“ oder *grebenьcь „Kamm(berg)“ hergeleitet.

## Lage
Die Grebenzen befindet sich südlich von Sankt Lambrecht und nördlich des Metnitztals in Kärnten. Im Osten liegt Zeutschach. Am Nordrücken der Grebenzen liegt Maria Schönanger.
Die Grebenzen wird nach der österreichischen Gebirgsgruppengliederung nach Trimmel durch die folgende Linie zu den benachbarten Gruppen abgegrenzt:
Metnitz östlich Grades – Friesach – Olsa – Neumarkt – Urtelbach – Adendorfer Bach – Neumarkter Sattel – Thajabach – Sankt Lambrecht – Lambrechtbach – Auerlingsee – Gwerzbach – Ingolsthal – Rossbach – Metnitz östlich Grades.
Die Grebenzen liegt im steirischen Naturpark Zirbitzkogel-Grebenzen.

## Hütten

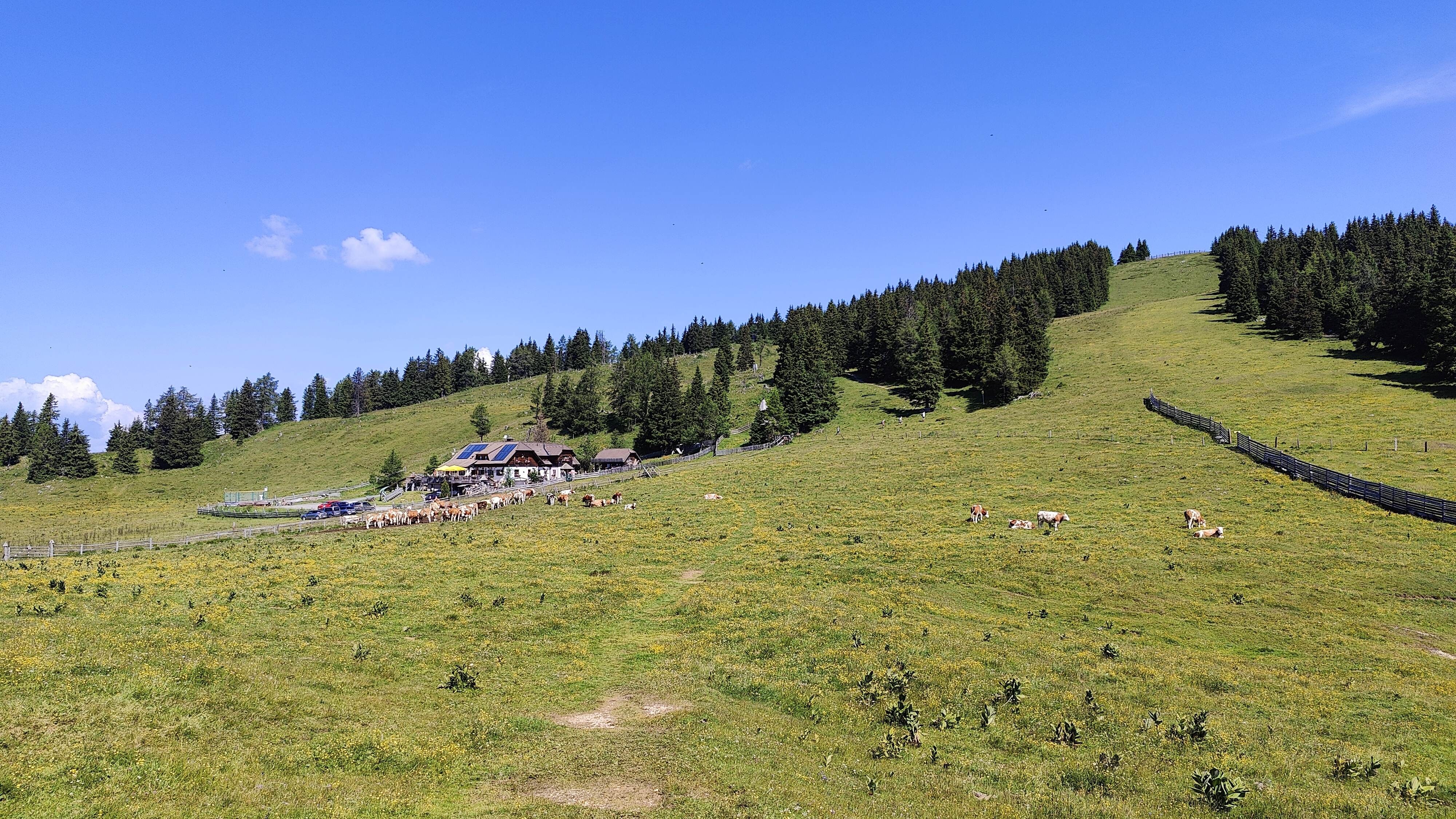
Dreiwiesenhütte

- Grebenzen Schutzhaus, auch Grebenzenhaus (1648 m) , durch die Grebenzenstraße von Sankt Lambrecht erschlossen
- Bergrettungshütte (etwa 1760 m)
- Dreiwiesenhütte (1770 m) [5]

## Gipfel
Der mit 1892 m höchste Gipfel des Bergstocks liegt auf der Grenze der Steiermark zu Kärnten und trägt in der ÖK 50 keinen Namen (). Gelegentlich wird der Punkt Dritte Grebenzenhöhe genannt.
Weitere Gipfel:
- Zweite Grebenzenhöhe (1874 m)
- Grebenzen, auch Erste Grebenzenhöhe (1870 m)
- Scharfes Eck (1818 m)
- Kalkberg (1591 m)

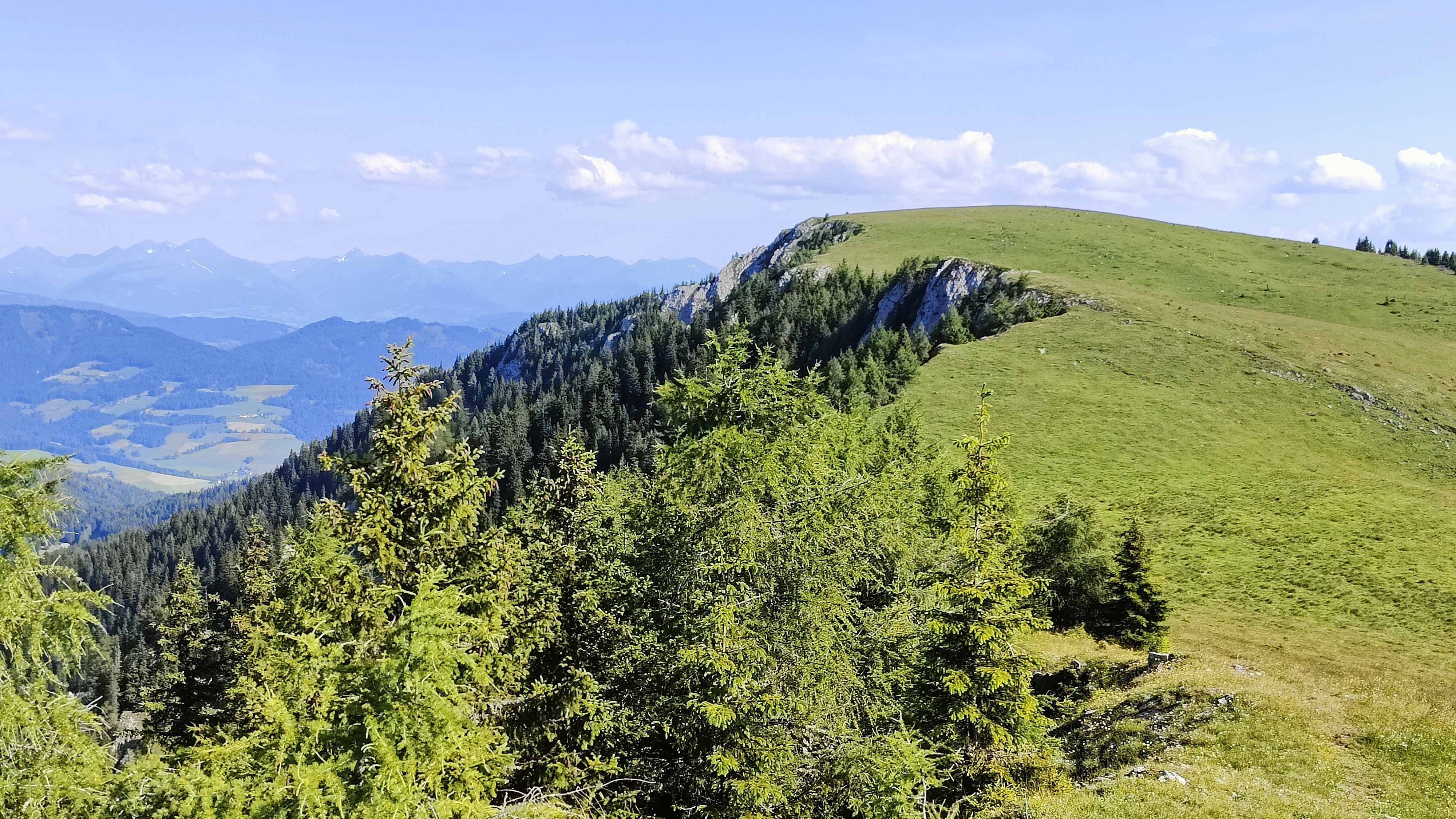
Dritte Grebenzenhöhe
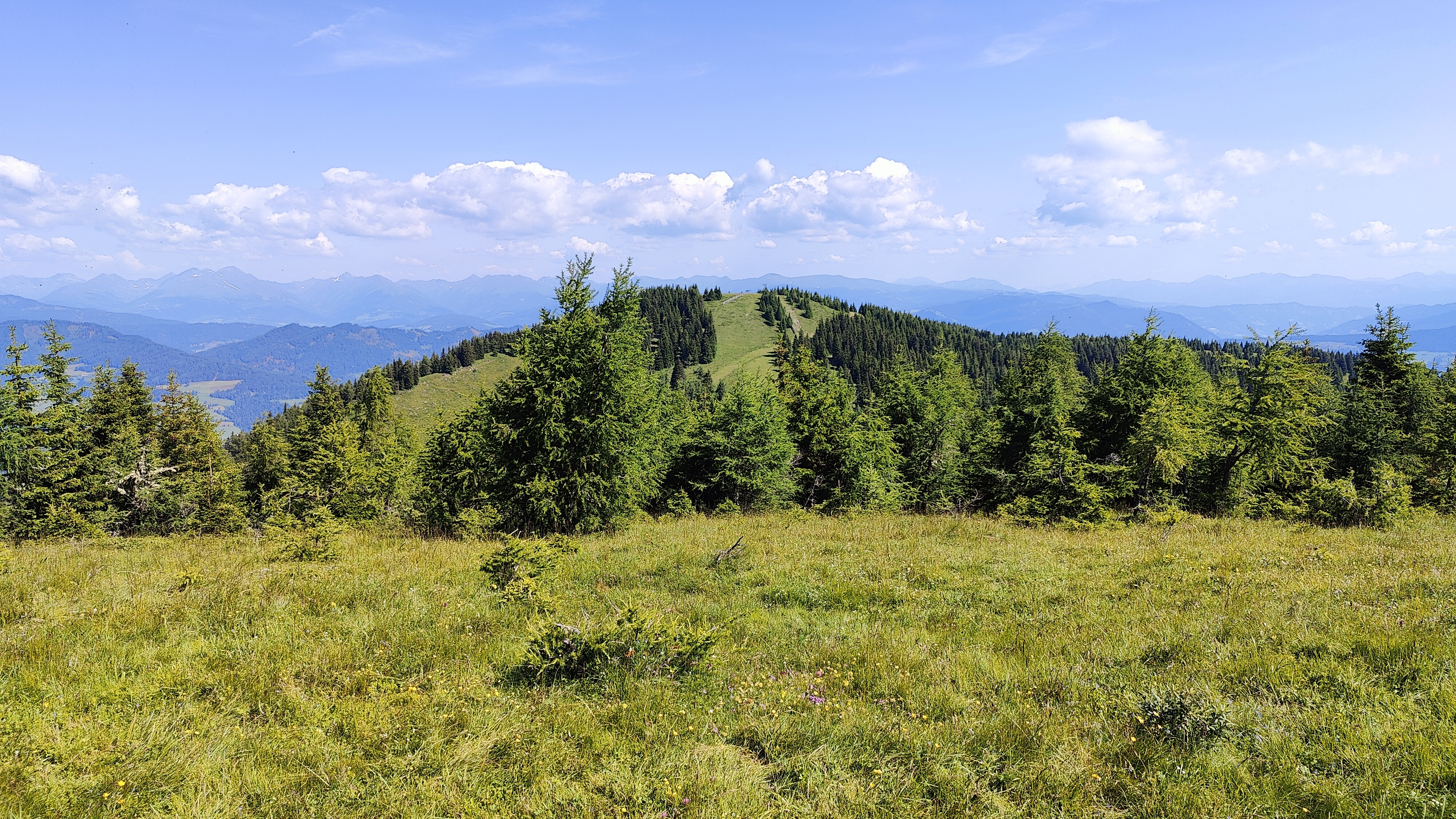
Blick von der Zweiten zur Ersten Grebenzenhöhe
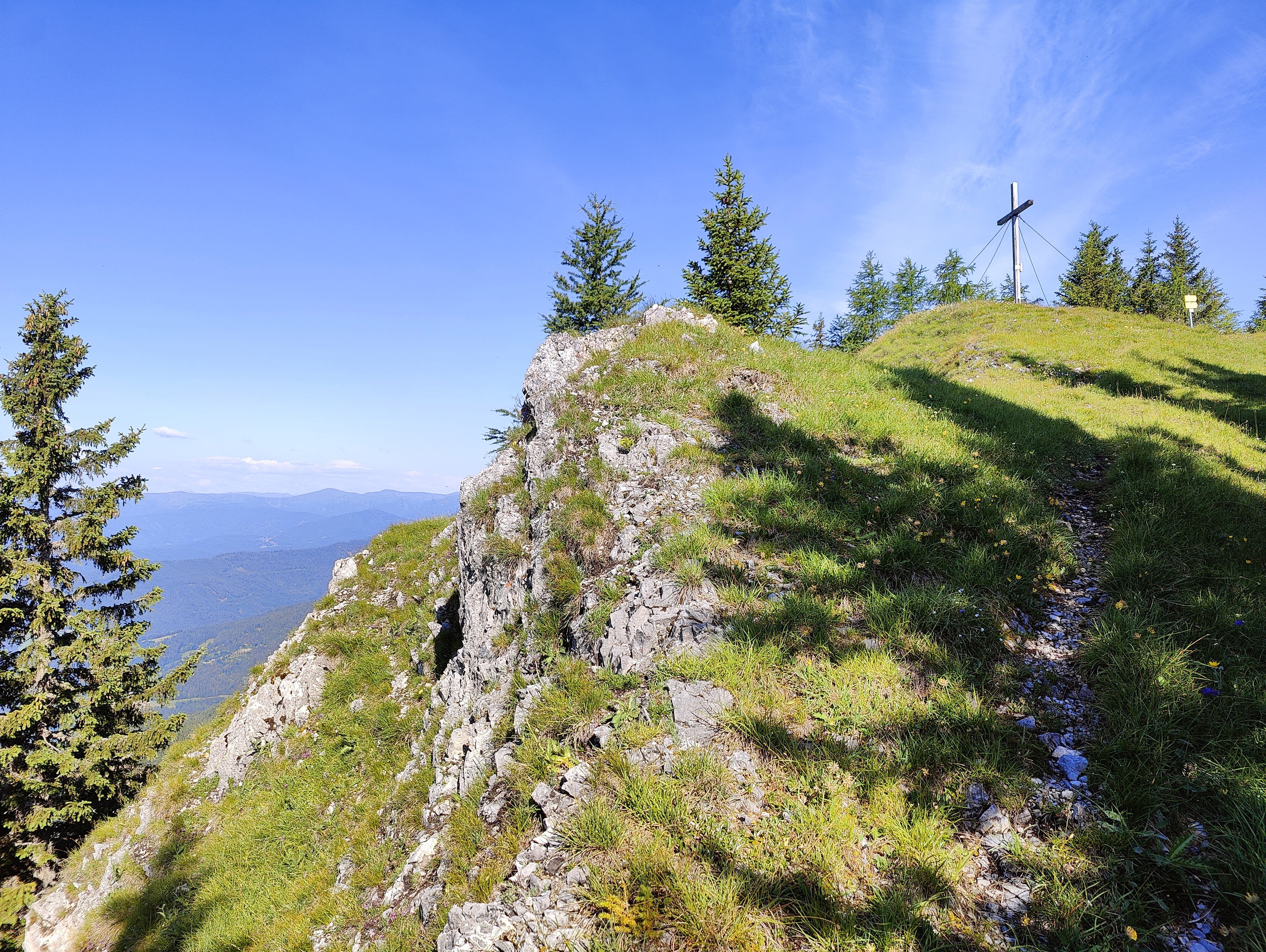
Scharfes Eck

## Höhlen
Um den höchsten Punkt liegen mehrere Karsthöhlen. Die größte Höhle ist das Wilde Loch, dessen Eingang sich auf rund 1800 m befindet (). Das Wilde Loch wurde bereits 1673 in der Stiftsgeschichte von Pater Oddo Koptiks erwähnt. Die Erstbegehung der 33 m tiefen Höhle gelang am 29. Juli 1856, dabei wurden der Kopf eines Edelhirsches und eines Elches sichergestellt.
Mittlerweile wurden bei Fledermauszählungen 13 Arten gefunden.

## Skigebiet
Auf der Nordseite der Grebenzen befindet sich das ebenfalls Grebenzen genannte Skigebiet. Mit einer neuen 10er-Gondelbahn, einer 4er-Sesselbahn und fünf Schleppliften werden insgesamt 25 Pistenkilometer erschlossen.